# Toriumi Koji
Koji Toriumi (sinh ngày 9 tháng 5 năm 1995) là một cầu thủ bóng đá người Nhật Bản.

## Sự nghiệp câu lạc bộ
Koji Toriumi đã từng chơi cho JEF United Chiba.